# Fendlera
Fendlera es un género perteneciente a la familia Hydrangeaceae. Es originario de Norteamérica.   Con el nombre común en inglés de  "fendlerbush" que también se utiliza para el género estrechamente relacionado Fendlerella. Comprende 9 especies descritas y de estas, solo 5 aceptadas.

## Descripción
Son arbustos de hoja caduca.  Tiene cuatro sépalos y pétalos. El fruto es una cápsula que contiene 15-25 semillas de 4 a 5,5 milímetros, sin alas. El número cromosómico es n = 11

## Distribución
Se distribuye desde el suroeste de los EE. UU. hasta el norte de México. Se encuentra entre los arbustos, pinos piñoneros o enebros, en lugares empinados, cuestas o paredes en los desiertos.

## Taxonomía
El género fue descrito por George Engelmann & Asa Gray  y publicado en Smithsonian Contributions to Knowledge  3(5): 77-78 en el año 1852.

## Especies aceptadas
A continuación se brinda un listado de las especies del género Fendlera aceptadas hasta mayo de 2014, ordenadas alfabéticamente. Para cada una se indica el nombre binomial seguido del autor, abreviado según las convenciones y usos. 
- Fendlera falcata Thornber
- Fendlera linearis Rehder
- Fendlera rupicola A.Gray
- Fendlera tamaulipana B.L.Turner
- Fendlera wrightii (Engelm. & A.Gray) A.Heller